# Мартен, Раймон
Раймо́н Марте́н (фр. Raymond Martin; род. 22 мая 1949, Saint-Pierre-du-Regard) — французский велогонщик, участник летних Олимпийских игр 1972 года, горный король Тур де Франс (1980), победитель одного этапа Тур де Франс 1980.

## Спортивная биография
В 1972 году Раймон Мартен стал чемпионом Франции среди любителей и получил право принять участие в летних Олимпийских играх в Мюнхене. Французский велогонщик стартовал в групповой гонке, но не смог закончить дистанцию. В 1973 году Мартен впервые принял участие в Тур де Франс. В генеральной классификации француз показал 35-й результат, отстав от победителя Луиса Оканьи почти на полтора часа. С 1975 года Мартин ежегодно выступал на Тур де Франсе и неизменно попадал в с число 30 сильнейших в итоговом протоколе. Самым успешным в карьере француза стал Тур де Франс 1980 года. Мартин стал победителем 13-го этапа многодневки, а также по итогам всего Тура стал обладателем гороховой майки победителя горной классификации, а также занял 3-е место в итоговом зачёте.

## Выступления на супермногодневках
| Гранд Тур       | 1973 | 1974 | 1975 | 1976 | 1977 | 1978 | 1979 | 1980 | 1981 | 1982 | 1983 |
| --------------- | ---- | ---- | ---- | ---- | ---- | ---- | ---- | ---- | ---- | ---- | ---- |
| Джиро д’Италия  | -    | -    | -    | -    | -    | -    | -    | -    | -    | -    | -    |
| Тур де Франс    | 35   | -    | 30   | 15   | 11   | 12   | 24   | 3    | 17   | 8    | 43   |
| Вуэльта Испании | -    | -    | -    | -    | -    | -    | -    | -    | -    | -    | -    |